# Casas Torres Hermanos
Las Casas Torres Hermanos es un conjunto de edificios modernistas en las calles de París y de Aribau de Barcelona (España), de los cuales el primero está catalogado como Bien Cultural de Interés Local.

## Historia y descripción
Se trata de tres edificios adyacentes construidos entre los años 1905 y 1908 por la Sociedad Torres Hermanos y proyectadas por el arquitecto Jaime Torras Grau.

### Edificio principal
El edificio ubicado en el chaflán presenta una planta de tendencia triangular, con una estructura en alzado que comprende planta baja, principal y cuatro pisos, todo cubierto por una azotea plana transitable. La estructura interior presenta cinco patios interiores y una caja de escaleras central, a la que se accede desde el portal de entrada. El tramo principal de fachada se presenta paralelo al chaflán, desarrollado en cinco planos con los ángulos articulados por tribunas. Se trata de dos tribunas de cuerpo semicircular estructuradas en hierro que presentan un cierre de vitral plomado, con decoración policromada. Ocupan el principal y tres pisos. La fachada presenta nueve ejes de aperturas formando una composición axial a partir del acceso principal. En la planta baja los portales presentan un encuadre de piedra, con pilastras y capiteles, que funcionan como impostas por los arcos de medio punto moldurados que definen el cabezal. El menaje presenta un zócalo corrido que presenta un sillar que llega hasta la altura de los capiteles. Las aperturas en los tres ejes centrales presentan balcones corridos. Los ejes angulares y el último piso, en cambio, presentan balcones individuales. Todos los balcones están cerrados por barandillas de hierro forjado. El edificio está rematado por agujas que sirven de cierre de la azotea.

### Edificios laterales
Los edificios de los laterales que forman parte de este conjunto de casas presentan una estructuración formal y ornamental diferente del ya descrito situado al chaflán.

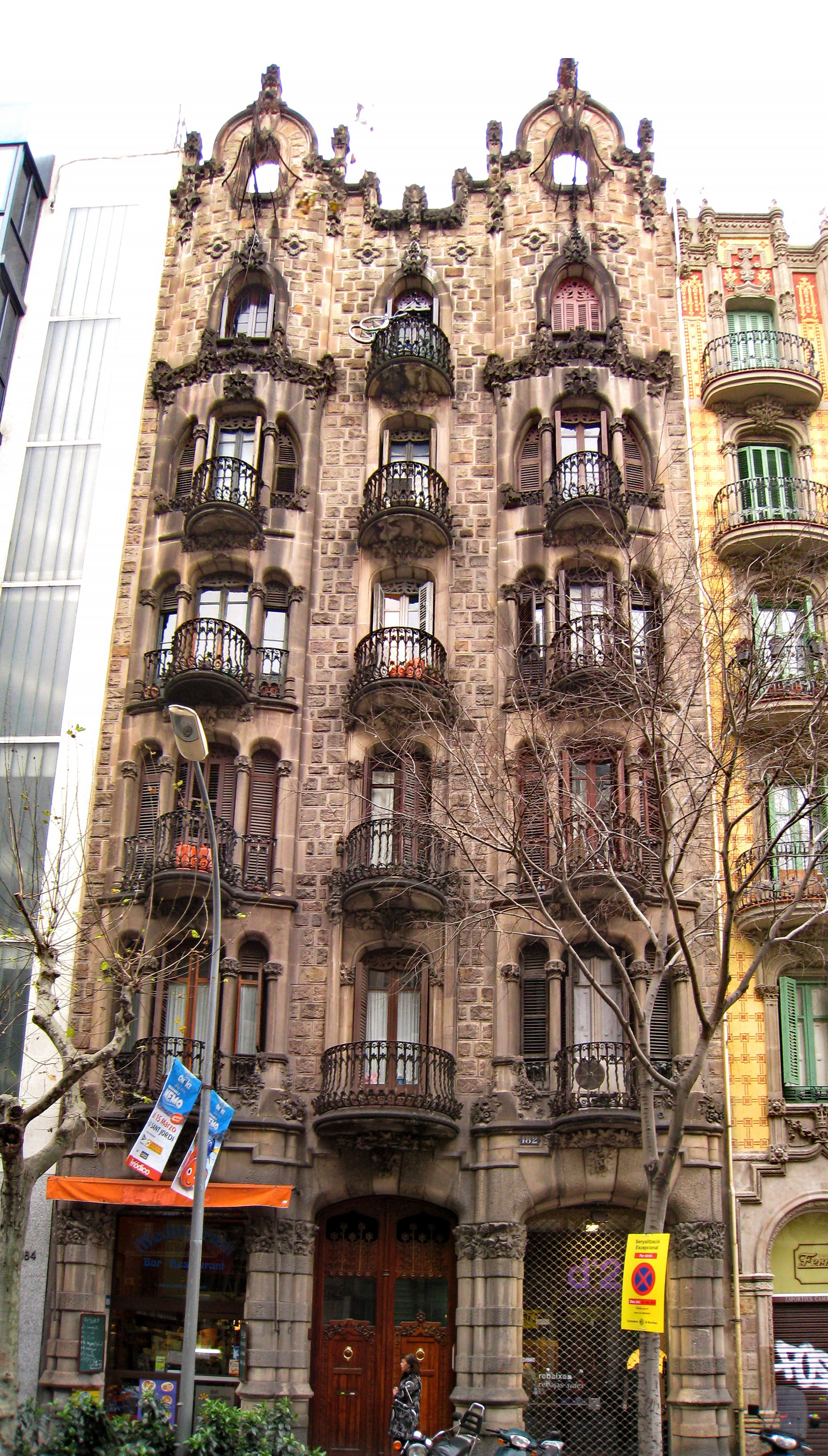
Fachada del edificio de la calle de París 182.

El situado enfrente, en la calle París presenta una planta rectangular en una parcela larga y estrecha, con una estructura en alzada que comprende planta baja, principal, cuatro pisos y azotea transitable. Tiene una fachada de piedra organizada en tres ejes de composición axial alrededor de la puerta principal y coronada en los extremos en dos piñones parecidos a los utilizados por Gaudí en la Casa Calvet. La planta baja se abre a la calle por medio de tres grandes portales donde el central da acceso a la escalera de vecinos mientras que los portales laterales corresponden a las tiendas de la planta baja. Los balcones del eje central son sencillos mientras que las aperturas situadas en los extremos de la fachada son triforadas, con columnas utilizadas como maineles y balcón en voladizo solo en la apertura central. Se tiene que destacar el trabajo esculpido en piedra así como el diseño de los elementos de hierro. El acceso principal del vestíbulo está profusamente decorado tanto en paredes como en techos y las escaleras están decoradas con esgrafiados.
El edificio situado frente a la calle Aribau, se emplaza todavía en una parcela más estrecha que el anterior, presenta una planta rectangular con una estructura en alzado que comprende planta baja, principal, cuatro pisos y azotea transitable. Tiene una fachada de piedra almohadillada organizada en dos ejes verticales de aperturas. La planta baja se abre a la calle por medio de dos grandes portales enmarcados por columnas. Al más próximo al chaflán se presenta el acceso al vestíbulo y escaleras. Los balcones son simples excepto en la planta principal y en la tercera planta donde son corridos. Se tiene que destacar el trabajo de las barandillas de hierro forjado. El sinuoso remate superior presenta un frontón trilobulado central donde se sitúa un escudo con el año de construcción.